# Kotjärnen (Nordmarks socken, Värmland)
Kotjärnen är en sjö i Filipstads kommun i Värmland och ingår i Göta älvs huvudavrinningsområde.